# Nikolskoje-na-Czeriemszanie
Nikolskoje-na-Czeriemszanie (ros. Никольское-на-Черемшане) – wieś (sieło) w Rosji, w obwodzie uljanowskim, w rejonie mielekieskim. W 2010 liczyła 1640 mieszkańców.